# Днепровский, Андрей Владимирович
Андрей Владимирович Днепровский (1971—1995) — русский военнослужащий, Герой Российской Федерации (посмертно), прапорщик, служил в разведке Тихоокеанского флота, участвовал в контртеррористической операции в Чеченской Республике.

## Биография
Родился 6 мая 1971 в года в городе Орджоникидзе Северо-Осетинской АССР. С 1985 по 1987 проживал в селе Цаган-Челутай Могойтуйского района Агинского бурятского автономного округа (ныне Могойтуйский район Забайкальского края). Окончил 10 классов в 1987 году.
Срочную службу проходил в частях правительственной связи КГБ СССР с мая 1989 по май 1991 годов. После увольнения в запас пошёл на сверхсрочную службу, окончил школу мичманов и прапорщиков Тихоокеанского флота (с сентября 1991 по май 1992 года). С мая 1992 по март 1995 годов служил на должности старшины команды 42-го отдельного морского разведывательного пункта специального назначения Тихоокеанского флота ВМФ России (рота этого разведпункта воевала в Чечне в составе 165-го полка морской пехоты). 12 ноября 1992 года был произведён в прапорщики.
Из наградного листа (1995): «С 28.01.1995 участвовал в контртеррористической операции в Чеченской республике в должности командира гранато-пулемётного взвода 165-го полка морской пехоты Тихоокеанского флота. Организовал подготовку нештатной разведгруппы батальона, которая успешно выявляла сосредоточение боевиков, боевые средства снайперов, обнаруживала мины-ловушки, умело действовал в её составе. 19.02.1995 при выполнении боевой задачи по очистке юго-восточного района г. Грозного лично спас жизни двум матросам, попавшим в засаду боевиков, и вынес тело погибшего матроса. 21.03.1995 при выполнении боевой задачи по захвату высоты Гойтен-Корт разведгруппа скрытно подошла к высоте, выявила и обезвредила боевое охранение боевиков, убив одного и взяв в плен двоих. В ходе скоротечного боя лично уничтожил двух боевиков, обеспечил беспрепятственный подход роты к высоте и успешное выполнение боевой задачи без потерь личного состава. Погиб при уничтожении очередной засады боевиков».
Похоронен на аллее Героев во Владикавказе.

## Награды
За героизм и воинскую доблесть, проявленные при выполнение боевого задания прапорщику Днепровскому А. В. присвоено звание Героя Российской Федерации (посмертно).

## Память
- С 1995 года в селе Цаган-Челутай проходит окружной турнир по волейболу, посвящённый его памяти.
- Его имя присвоено Владикавказской средней школе № 29, а также на здании школы была открыта мемориальная доска.
- Навечно зачислен в списки сводного полка Тихоокеанского флота.
- В 2005 году на территории 55-й гвардейской дивизии морской пехоты состоялось торжественное открытие мемориала памяти морским пехотинцам погибшим в Чеченской Республике. Среди имён есть и имя А. В. Днепровского. Также на территории дивизии расположена аллея в честь пяти Герое России в том числе и Днепровского. На мраморных плитах высечены имена и фото.
- 10 декабря 2013 года на здании дома, где жил А. В. Днепровский была открыта мемориальная доска.
- 17 февраля 2021 года почтой России была выпущена почтовая марка из серии «Герой Российской Федерации» с изображением А. В. Днепровского. К выпуску марки также был подготовлен конверт первого дня и штемпель специального гашения для Москвы, Санкт-Петербурга и Владикавказа.
- 24 октября 2022 года во Владикавказе был открыт бюст А. В. Днепровскому во дворе школы № 29, а также было присвоено улице его имя.